# بيت هارون (أرحب)

تعديل مصدري - تعديل

بيت هارون هي إحدى قرى عزلة بني سليمان بمديرية أرحب التابعة لمحافظة صنعاء، بلغ تعداد سكانها 300 نسمة حسب تعداد اليمن لعام 2004.